# Штабинки
Штабинки (пол. Sztabinki) — село в гмине Сейны Сейненского повета Подляского воеводства Польши.

## История
Бывшая шляхетская деревня. В конце XVIII века находилась в Гродненском повете Трокского воеводства Великого княжества Литовского.
По данным первой переписи населения Польши, проведенной в 1921 году, в Штабинках проживало 134 человека (70 женщин и 64 мужчины), которые жили в 24 домах. Подавляющее большинство жителей деревни, 112 человек, исповедовали старообрядчество, остальные — католики (22 человека). Религиозное деление жителей деревни совпадало с их национальным составом: 112 человек — русские, а 22 — поляки.
В селе была моленная, разрушенная нацистами в 1941 году.